# Prosomphax callista
Prosomphax callista är en fjärilsart som beskrevs av W. Warren 1911. Prosomphax callista ingår i släktet Prosomphax och familjen mätare. Inga underarter finns listade i Catalogue of Life.